# The Rustlers
Pour plus de détails, voir Fiche technique et Distribution.
The Rustlers est un film américain de John Ford et Reginald Barker, sorti en 1919.

## Fiche technique
- Titre original : The Rustlers
- Réalisation : John Ford et Reginald Barker
- Scénario : George Hively
- Photographie : John W. Brown
- Société de production : The Universal Film Manufacturing Company
- Société de distribution : The Universal Film Manufacturing Company
- Pays de production :  États-Unis
- Langue originale : anglais
- Format : noir et blanc — 35 mm — 1,37:1 — Muet
- Genre : western
- Durée : inconnue
- Date de sortie :
  - États-Unis : 919

## Distribution
- Pete Morrison : Ben Clayburn
- Helen Gibson : Nell Wyndham
- Jack Woods : le shérif Buck Farley
- Hoot Gibson : le shérif adjoint